# ماکسیمینوس دایا
گایوس والریوس گالریوس ماکسیمینوس (به لاتین: Gaius Valerius Galerius Maximinus) مشهور به ماکسیمینوس دایا (به لاتین: Maximinus Daia) یا دازا (به لاتین: Daza) یا ماکسیمینوس دوم (به لاتین: Maximinus II) (زادهٔ ۲۰ نوامبر ۲۷۰ – درگذشتهٔ ژوئیه یا اوت ۳۱۳) امپراتور روم خاوری از ۳۰۵ تا ۳۱۳ بود.

## زندگینامه

### سال‌های آغازین و انتخاب به‌عنوان سزار
ماکسیمینوس در ۲۰ نوامبر ۲۷۰ در یک خانوادهٔ کشاورز ایلیری زاده شد. او خواهرزادهٔ گالریوس (بعدتر امپراتور روم خاوری) بود و کارش را نخست با چوپانی آغاز کرد، اما سپس به ارتش پیوست و مدارج مهم نظامی را پس از به قدرت رسیدن دائیش به سرعت پیمود. پس از آنکه دیوکلتیان و ماکسیمیان در ۱ مه ۳۰۵ از مقام امپراتوری روم خاوری و روم باختری کناره‌گیری کردند، سزارهایشان گالریوس و کنستانتیوس کلوروس جای آن‌ها را به‌عنوان آگوستوس گرفتند. سپس با اعمال نظر گالریوس، دوستش سوروس و خواهرزاده‌اش ماکسیمینوس دایا به‌عنوان سزارهای جدید حکومت چهارنفره انتخاب شدند. کنستانتیوس و سوروس ادارهٔ روم باختری را برعهده داشتند و گالریوس و دایا بر روم خاوری فرمان می‌راندند.

### حوادث سال ۳۰۶ و تنزل مقام
محدودهٔ حکومتی دایا شامل خاورمیانهٔ امروزی و بخش جنوبی آسیای صغیر بود و او کمی پس از دریافت عنوان سزار به سمت شرق رفت و نخستین سال‌های حکومتش را در سزاریا در فلسطین گذراند. اما وقوع حوادثی در سال ۳۰۶ باعث بروز تغییراتی در بدنهٔ قدرت شد. کنستانتیوس کلوروس تنها یک سال پس از رسیدن به امپراتوری درگذشت و گالریوس مجبور شد تا پسر او کنستانتین را به عنوان سزار در کنار سوروس که اینک امپراتوری روم باختری به او رسیده بود انتخاب کند. در ۲۸ اکتبر ۳۰۶، ماکسنتیوس، پسر امپراتور مستعفی ماکسیمیان که از این توزیع قدرت ناخشنود بود در رم سر به شورش برداشت و خود را امپراتور خواند. سوروس به فرمان گالریوس با سپاهی برای سرکوب او به محاصرهٔ رم پرداخت اما ماکسنتیوس پدرش ماکسیمیان را به همراهی با خود ترغیب کرد و سپاهیان سوروس که پیشتر در خدمت ماکسیمیان بودند به او پیوستند. سوروس دستگیر و به عنوان گروگان به رم برده شد. گالریوس در ۳۰۷ به رم حمله کرد اما مجبور به عقب‌نشینی شد و ماکسنتیوس پس از آن سوروس را اعدام کرد.
وقوع این زنجیره حوادث باعث شد تا گالریوس جلسه‌ای را در اکتبر و نوامبر ۳۰۸ تشکیل داده و با تنزل مقام کنستانتین و ماکسیمینوس دایا، لیسینیوس را با عنوان آگوستوس، امپراتور روم باختری سازد.

### امپراتوری
این رفتار گالریوس سبب آزردگی ماکسیمینوس دایا شد و او خشم خود را در ۳۰۹ متوجه مسیحیان و یهودیان ساخت. به فرمان او همهٔ مردم حتی نوزادان باید در مراسم قربانی‌کردن به درگاه خدایان شرکت می‌کردند و متمردان از این دستور دستگیر و اخته شده و برای بردگی به معادن فرستاده می‌شدند. خشم ماکسیمینوس از این نادیده گرفتنش تا آنجا پیش رفت که سرانجام او خود را در ۳۱۰ امپراتور روم خاوری خواند و گالریوس نیز مجبور به پذیرش او شد. با مرگ گالریوس در ۳۱۱، ماکسیمینوس و دشمنش لیسینیوس برای تصاحب قلمرو او دست به کار شدند. لیسینیوس تنها پانونیا را در اختیار داشت و در فکر تصاحب بالکان بود که ماکسیمینوس کل آسیای صغیر را به اشغال خود درآورد. دو طرف اما در اوایل تابستان ۳۱۱ در منطقهٔ بسفر با یکدیگر دیدار و با انتخاب بسفر به عنوان خط مرزی، بر سر تقسیم قلمرو گالریوس بین خود توافق کردند.

### کشتار مسیحیان
باوجودی‌که گالریوس به هنگام مرگش فرمان مشهور خود مبنی بر مدارا کردن با مسیحیان را اعلام کرده بود اما ماکسیمینوس تنها شش ماه به آن پای‌بند بود و پس از آن اعدام مسیحیان را از سر گرفت. کارهای او این بار خطری بزرگتر را نیز متوجه کلیسا ساخته بود زیرا ماکسیمینوس دست به تغییر سیستم بت‌پرستی بر مبنای کلیسای مسیحیت زده و نوعی کلیسای پاگانی را به وجود آورده بود که دارای تشکیلات و سلسله مراتبی مشابه کلیسای مسیحیان بود. ماکسیمینوس دایا همچنین با دست زدن به جعل اسناد و مدارک در موج جدید اعدام‌هایش سعی در بی‌اعتبار کردن دین مسیح نمود.

### جنگ با لیسینیوس و مرگ
ماکسیمینوس که با تصاحب آسیای صغیر بر قدرت خود افزوده بود امید داشت تا ماکسنتیوس که همچون او کافر بود و ایتالیا را نیز در ادارهٔ خود داشت با او متحد شود. اما ماکسنتیوس در جنگ با کنستانتین در ۳۱۲ کشته شد و ماکسیمینوس به هدف خود نرسید. از سوی دیگر این پیروزی سبب شد تا کنستانتین در آن زمان به قدرمندترین امپراتور بدل شود و ماکسیمینوس او را خطری جدی برای خود می‌دانست. پس تصمیم گرفت تا با متحد او لیسینیوس وارد جنگ شود.
ماکسیمینوس دایا در ۳۱۳ در سوریه بود و در فوریهٔ همان سال با ۷۰ هزار سپاهی به سوی بیثینیا لشکرکشی کرد. در آوریل ۳۱۳ او از بسفر گذشت و بیزانتیوم، محل استقرار سپاهیان لیسینیوس را به محاصرهٔ خود درآورد. شهر در برابر او مقاومت کرد و ماکسیمینوس پس از گذشت ۱۱ روز موفق به فتح آنجا شد. لیسینیوس با لشکری کوچک برای مقابله با او حرکت کرد و دو سپاه در ۳۰ آوریل ۳۱۳ با یکدیگر درگیر شدند. باوجودی‌که سپاه ماکسیمینوس از نظر تعداد پرشمار بود اما خستگی ناشی از گذشتن از آسیای صغیر در سرمای شدید به شکست آن‌ها انجامید. پس ماکسیمینوس خود را به جامهٔ بردگان درآورد و به نیکومدیا گریخت. او سپس با ایجاد استحکاماتی در گذرگاه سیلیکیان خواست تا جلوی پیشروی قوای لیسینیوس را بگیرد اما موفق نبود. ماکسیمینوس سپس به طرسوس فرار کرد اما لیسینیوس آنجا را از طریق زمین و دریا به محاصرهٔ خود درآورد. ماکسیمینوس که بر اثر ابتلا به بیماری یا بر اثر خوردن زهر به‌منظور خودکشی در این زمان ناخوش احوال شده بود، بینایی خود را از دست داد و با تحمل درد و رنج در ژوئیه یا اوت ۳۱۳ در طرسوس درگذشت.